# Cyrkuł
Cyrkuł (z fr. cercie) – okrąg, obwód, np. administracyjny, policyjny.
W krajach niemieckich dzielenie terytoriów na cyrkuły było popularne już od czasów Hohenstaufów (tzw. okręgi Rzeszy, niem. Reichskreis). Geneza podziału monarchii Habsburgów tkwi w węgierskich okręgach sądowych na Węgrzech, zwanych processus. Od 1748 podziałowi na cyrkuły uległy pod kierownictwem Friedricha Haugwitza Czechy. W latach 1773–1854, względnie do 1867 cyrkuł był podstawową jednostka rządowej administracji lokalnej w Galicji. Na jego czele stał starosta (niem. Kreishauptmann).

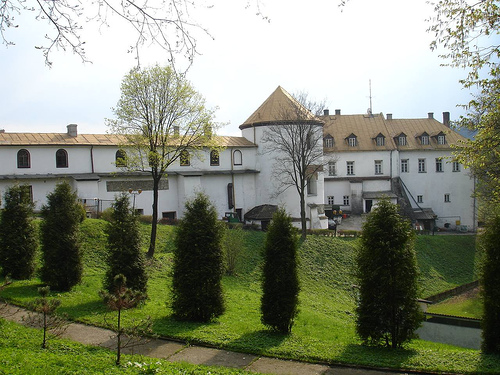
Zamek Kmitów w Lesku, w latach 1775–1782 siedziba władz cyrkułu leskiego, obecnie hotel

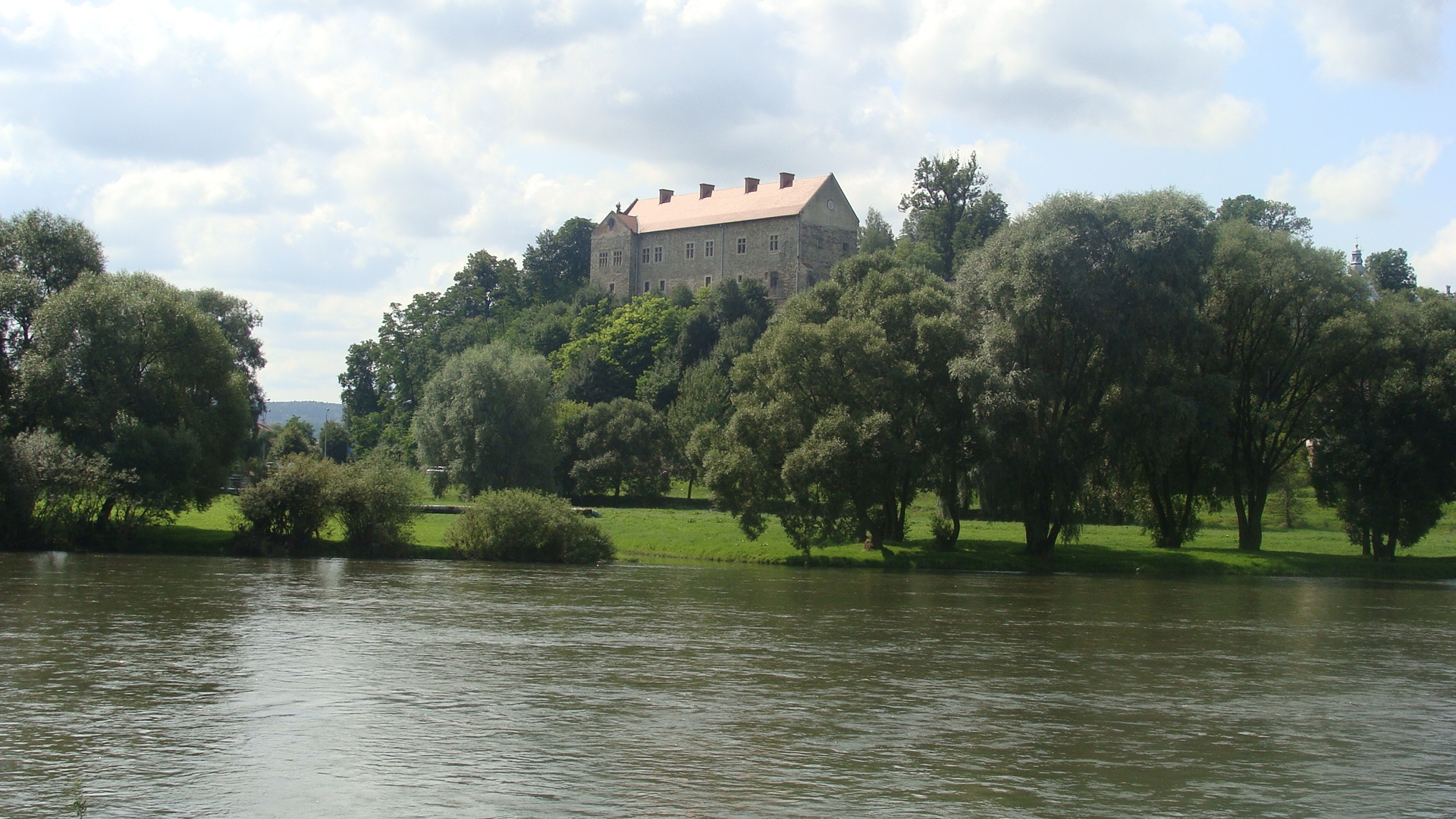
Zamek w Sanoku, w latach 1782–1867 siedziba władz cyrkułu sanockiego, obecnie muzeum

## Cyrkuły na Węgrzech
Jednostka administracyjna w tej formie została przeniesiona na ziemie polskie za pośrednictwem Węgier. W miarę wzrostu liczby ludności i gęstości zaludnienia Węgier, pojawiała się potrzeba podziału administracyjnego na jednostki mniejsze od komitatu. W XV wieku komitaty zaczęto dzielić na mniejsze jednostki, wywodzące się z dotychczasowych okręgów sądowych, zwane processus (także reambulatio, węg. szolgabírói járás), z tzw. sędzią szlacheckim na czele. W każdym komitacie powstawały cztery takie jednostki. Od XVIII wieku ich liczba rosła. Processus dzielił się na 2 do 6 mniejszych jednostek zwanych circulus z podsędkiem na czele.

## Cyrkuł w Galicji
Galicją potocznie nazwano tereny zabrane przez Austrię w latach 1769–1770 (Podhale) i w I rozbiorze Polski. Sama nazwa „Galicja” opierała się na XIII-wiecznych roszczeniach królów węgierskich do tzw. królestw Galicji i Lodomerii. Na mocy tych rzekomych roszczeń oficjalnie tereny te Polsce zabrano. Na pewien czas (1786 – 1790) złączono z nią tereny Bukowiny (stanowiła jeden cyrkuł), ale decyzja ta Austriakom sprawiła zbyt duże problemy administracyjne. Przejęte przez Austrię w 1795 kolejne polskie ziemie początkowo nie weszły w skład Galicji i stanowiły odrębne terytorium w ramach Monarchii habsburskiej, jako tzw. Nowa Galicja (w latach 1795–1803 podzielona na 12, a później na 6 cyrkułów). Wolne Miasto Kraków w ramy zaboru austriackiego wszedł na stałe dopiero w 1846, przekształcone w Wielkie Księstwo Krakowskie. Do tego czasu niepodważalnym centrum prowincji był Lwów.
Zaraz po pierwszym rozbiorze w 1772 utworzono gubernium we Lwowie, które podlegało gubernatorowi, jako reprezentantowi monarchii w prowincji, bezpośrednio podporządkowanemu Wiedniowi. Pierwszym gubernatorem został hrabia Johann Anton Pergen, bliski współpracownik austriackiego domu panującego. Jego zadaniem było szybkie złączenie nowego kraju więzami administracji. Austria korzystając z małego chaosu w rozgraniczaniu zaboru poszerzyła niewiele ziemie przez siebie zabrane; tym bardziej spieszyło się jej na pełnym przyłączeniu nowej prowincji. Tak więc już w grudniu 1773 podzielono kraj na 6 cyrkułów i 59 okręgów (zwane też dystryktami, niem. Kreisdistricten). Był to nietypowy dla reszty Monarchii dwustopniowy podział.
Szczegółowy podział ułatwił szybkie zhołdowanie Galicji (masowe ceremonie 29 grudnia 1773), ale na dłuższą metę okazał się zbyt drogi w utrzymaniu. Brakowało urzędników i budynków pod biura, wobec czego szybko zmniejszono liczbę okręgów do 19 (14 marca 1775). Delimitacja granicy polsko-austriackiej 9 lutego 1776 doprowadziła do powrotu do Polski Kazimierza, stolicy cyrkułu i Biłgoraja, stolicy okręgu, co wymusiło zmiany ich stolic. 22 marca 1782 zrezygnowano z okręgów, podzielono wtedy kraj na 18 cyrkułów, który to podział ostał się prawie bez zmian do lat sześćdziesiątych XIX wieku. System ten prowadził do większych oszczędności, ale jego możliwości integracyjne były o wiele mniejsze (był całkowitym przeciwieństwem podziału z 1773). Pomimo to podział okazał się trwały; co ważniejszych zmian dokonano na początku działania (1791), podczas znaczących momentów dziejowych (1809, 1816, 1846) oraz pod koniec istnienia (1854, 1867).
Na krótki czas (1803-1809) pod administracją gubernium lwowskiego znalazła się Nowa Galicja, wraz ze swoimi sześcioma cyrkułami. W 1809 roku cyrkuły te wraz z cyrkułem zamojskim odpadły na rzecz Księstwa Warszawskiego. W tym samym roku od Galicji odpadł na rzecz Rosji tzw. okręg tarnopolski, który zawierał w sobie dwa cyrkuły – tarnopolski i zaleszczycki. Po zwrocie były zarządzane komisarycznie przez cały rok 1815.
W szczytowym okresie Galicja (gubernium lwowskie) dzieliła się na 24 cyrkuły; w latach 1809–1816 cyrkułów było 16.
Po 1850, właściwie od 1854 powrócono do dwustopniowego podziału administracyjnego, 19 cyrkułów przekształcono w obwody powiatowe, z podlegającymi im urzędami powiatowymi (politycznymi) – 110 w Galicji Wschodniej i 68 w Galicji Zachodniej.
W latach 60. XIX wieku zlikwidowano obwody i zreorganizowano sieć powiatów politycznych, których liczbę zredukowano 79, którym podległe były mniejsze powiaty sądowe (powstałe wcześniej powiaty polityczne, których status zredukowano).
Zobacz też: lista powiatów Królestwa Galicji i Lodomerii w latach 1850–1918.
| Gubernium lwowskie w latach 1773–1775                 | Gubernium lwowskie w latach 1773–1775                 | Gubernium lwowskie w latach 1773–1775     | Gubernium lwowskie w latach 1773–1775                                                   | Gubernium lwowskie w latach 1773–1775                | Gubernium lwowskie w latach 1773–1775    |
| Cyrkuł: Lwów                                          | Cyrkuł: Halicz                                        | Cyrkuł: Bełz (siedziba: Zamość)           | Cyrkuł: Sambor                                                                          | Cyrkuł: Kazimierz                                    | Cyrkuł: Pilzno (siedziba: Rzeszów)       |
| ----------------------------------------------------- | ----------------------------------------------------- | ----------------------------------------- | --------------------------------------------------------------------------------------- | ---------------------------------------------------- | ---------------------------------------- |
| Okręg: Bóbrka                                         | Okręg: Budzanów                                       | Okręg: Goraj                              | Okręg: Biskowice                                                                        | Okręg: Biała                                         | Okręg: Baranów                           |
| Okręg: Brody I                                        | Okręg: Czortków                                       | Okręg: Hrubieszów                         | Okręg: Drohobycz                                                                        | Okręg: Bochnia                                       | Okręg: Biecz                             |
| Okręg: Brody II                                       | Okręg: Delatyn                                        | Okręg: Lubaczów                           | Okręg: Dubiecko                                                                         | Okręg: Dębno                                         | Okręg: Dąbrowa                           |
| Okręg: Brzeżany                                       | Okręg: Dolina                                         | Okręg: Łaszczów                           | Okręg: Jarosław                                                                         | Okręg: Jordanów                                      | Okręg: Dukla                             |
| Okręg: Gródek                                         | Okręg: Halicz                                         | Okręg: Uhnów                              | Okręg: Lesko (Lisko)                                                                    | Okręg: Myślenice                                     | Okręg: Kolbuszowa                        |
| Okręg: Rawa                                           | Okręg: Kosów                                          | Okręg: Ulanów                             | Okręg: Przemyśl                                                                         | Okręg: Nowy Sącz                                     | Okręg: Krosno                            |
| Okręg: Trembowla                                      | Okręg: Monasterzyska                                  | Okręg: Witków                             | Okręg: Sanok                                                                            | Okręg: Nowy Targ                                     | Okręg: Łańcut                            |
| Okręg: Zborów                                         | Okręg: Nadwórna                                       | Okręg: Zamość                             | Okręg: Stryj                                                                            | Okręg: Wieliczka                                     | Okręg: Pilzno                            |
| Okręg: Złoczów                                        | Okręg: Śniatyń                                        |                                           | ??                                                                                      | Okręg: Żywiec                                        | Okręg: Przeworsk                         |
| Okręg: Żółkiew                                        | Okręg: Tłumacz                                        |                                           | ??                                                                                      |                                                      | Okręg: Sędziszów                         |
|                                                       | Okręg: Tyśmienica                                     |                                           |                                                                                         |                                                      |                                          |
|                                                       | Okręg: Utoropy                                        |                                           |                                                                                         |                                                      |                                          |
|                                                       | Okręg: Żydaczów                                       |                                           |                                                                                         |                                                      |                                          |
| Gubernium lwowskie w latach 1775–1782                 |                                                       |                                           |                                                                                         |                                                      |                                          |
| Cyrkuł: Lwów                                          | Cyrkuł: Halicz (siedziba: Stanisławów)                | Cyrkuł: Bełz (siedziba: Zamość)           | Cyrkuł: Sambor                                                                          | Cyrkuł: Kazimierz (od 1776 Wieliczka)                | Cyrkuł: Pilzno (siedziba: Rzeszów)       |
| Okręg: Brody                                          | Okręg: Halicz                                         | Okręg: Biłgoraj (od 1776 Tomaszów)        | Okręg: Drohobycz                                                                        | Okręg: Nowy Sącz                                     | Okręg: Krosno                            |
| Okręg: Brzeżany                                       | Okręg: Kołomyja                                       | Okręg: Sokal                              | Okręg: Lesko                                                                            | Okręg: Wiśnicz                                       | Okręg: Leżajsk (Okręg Leżajsk)           |
| Okręg: Żółkiew                                        | Okręg: Tyśmienica                                     | Okręg: Zamość                             | Okręg: Przemyśl                                                                         | Okręg: Zator                                         | Okręg: Tarnów                            |
|                                                       | Okręg: Zaleszczyki                                    |                                           |                                                                                         |                                                      |                                          |
| Gubernium lwowskie w latach 1782–1819                 |                                                       |                                           |                                                                                         |                                                      |                                          |
| Cyrkuł: Bełz (Żółkiew od 25 XI 1783)                  | Cyrkuł: Brody (w 1790 Brody–Złoczów), po 1790 Złoczów | Cyrkuł: Bochnia                           | Cyrkuł: Dukla (Jasło od 1791)                                                           | Cyrkuł: Mariampol (Dolina od 25 XI 1783, 1784 Stryj) | Cyrkuł: Lesko (od 1784 Sanok)            |
| Cyrkuł: Lwów                                          | Cyrkuł: Myślenice (Wadowice od 1819)                  | Cyrkuł: Nowy Sącz                         | Cyrkuł: Przemyśl                                                                        | Cyrkuł: Rzeszów                                      | Cyrkuł: Sambor                           |
| Cyrkuł: Stanisławów                                   | Cyrkuł: Tarnów                                        | Cyrkuł: Tomaszów (Tarnopol od 25 XI 1783) | Cyrkuł: Zaleszczyki (od 1816 nazwa zmieniona na cyrkuł czortkowski bez zmiany siedziby) | Cyrkuł: Zamość                                       | Cyrkuł: Złoczów (Brzeżany od 25 XI 1783) |
| Cyrkuł: Śniatyń (utworzony w 1809), od 1811 Kołomyja  |                                                       |                                           |                                                                                         |                                                      |                                          |
| Cyrkuły przyłączone z Galicją Zachodnią (1803 – 1809) |                                                       |                                           |                                                                                         |                                                      |                                          |
| Cyrkuł: Biała Podlaska (cyrkuł włodawski)             | Cyrkuł: Kielce (cyrkuł kielecki)                      | Cyrkuł: Kraków (cyrkuł krakowski)         | Cyrkuł: Lublin (cyrkuł lubelski)                                                        | Cyrkuł: Radom (cyrkuł radomski)                      | Cyrkuł: Siedlce (cyrkuł siedlecki)       |

## Cyrkuły miejskie

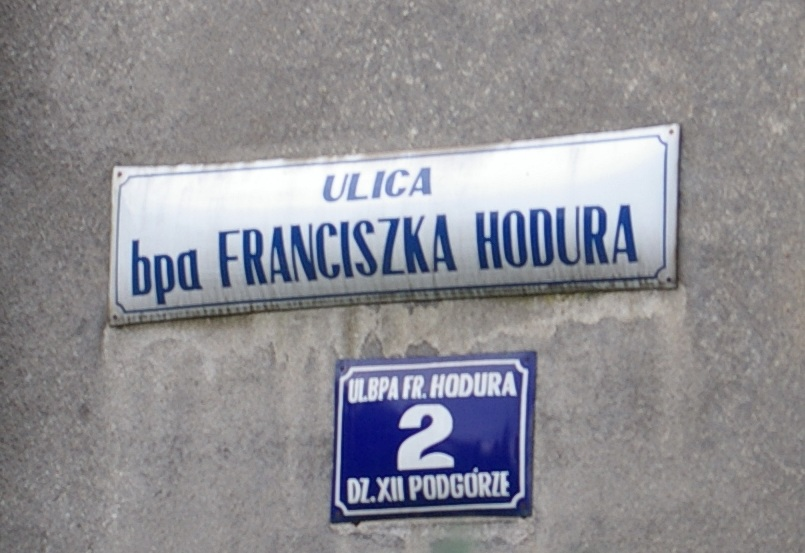
Kraków, rzymski numer i nazwa dzielnicy

Cyrkuły jako dzielnice miejskie w Polsce wprowadziła, w miejsce jurydyk, konstytucja Sejmu Czteroletniego z 30 czerwca 1791: „Urządzenie wewnętrzne miast wolnych Rzeczypospolitej w Koronie i Wielkim Księstwie Litewskim”. Wprowadzono zgromadzenia ludowe, skupiające po ok. 500 obywateli. Obszar, który taka liczba mieszczan zamieszkiwała tworzył cyrkuł. Pierwszy podział Warszawy na cyrkuły (okresowo po sejmie grodzieńskim zwane wydziałami) był następujący: I – Staromiejski, II – Nowomiejski, III – Krakowsko-przedmiejski, IV – Lesznieński, V – Grzybowski, VI – Nowoświecki i VII – Praski (Pragski!). Nazwy pochodziły od nazw dawniej osobnych obszarów miejskich, jurydyk czy głównych ulic. Podział na cyrkuły został zastąpiony przez dzielnice w roku 1915.
W związku ze zmianami znaczenia słowa policja, które zaczęło się kojarzyć wyłącznie ze sprawami bezpieczeństwa i porządku – przestępców prowadzono do cyrkułu od I wojny światowej – zanikło słowo cyrkuł, zastąpione przez okręg, dzielnica, komisariat (policji). Numeracja rzymska komisariatów Policji Państwowej, była w Warszawie kontynuacją numeracji cyrkułów i była eksponowana na tabliczka numerowych domów i planach miasta, co doprowadziło do błędnego przekonania, że Warszawa była podzielona administracyjnie na komisariaty, podczas gdy używano tu określeń okręg i dzielnica. W Krakowie nadal dzielnice mają numerację rzymską i nazwę. Dzisiejsze podziały administracyjne miast są kontynuacją systemu cyrkułów przy użyciu innych słów i z wyraźnym oddzieleniem spraw policyjnych od administracyjnych, gdzie występują jedynie straże miejskie, służące do egzekwowania spraw administracyjnych.